# シャールジャFC
シャールジャFC（Sharjah Football Club (アラビア語: نادي الشارقة لكرة القدم)）は、アラブ首長国連邦シャールジャ首長国のサッカークラブ（スポーツクラブ）。1966年にアル・オルーバ・クラブ（نادي العروبة）として設立され、1974年にアル・ハリージュ・クラブ（نادي الخليج）と合併、そして1978年に現名称のシャールジャ・スポーツ・アンド・カルチャークラブ（نادي الشارقة الرياضي الثقافي）となった。サッカー以外にも各種スポーツの部門をもつが、本項ではサッカーについて記述する。
UAEリーグ（現UAEプロリーグ）の初代チャンピオンであり、リーグ戦は5回、プレジデンツカップ8回、スーパーカップ1回の優勝をほこる名門である。本拠地は、シャールジャ・スタジアム。なお、Sharjah FCあるいはSharjah SCと表記されることがあり、日本語の報道では「シャルジャ」「アル・シャルジャ」と表記されることが多い。

## タイトル

### 国内タイトル
UAEリーグ: 6 回
- 1973-74, 1986-87, 1988-89, 1993-94, 1995-96, 2018-19

UAEプレジデントカップ: 8回
- 1978-79, 1979-80, 1981-82, 1982-83, 1990-91, 1994-95, 1997-98, 2002-03

UAEスーパーカップ: 1回
- 1994-95

### 国際タイトル
AFCチャンピオンズリーグ2: 1 回
- 2024/25

## 現所属メンバー
2022年9月23日現在
注：選手の国籍表記はFIFAの定めた代表資格ルールに基づく。
| No. | Pos. |                          | 選手名                             |
| --- | ---- | ------------------------ | ---------------------------------- |
| 2   | DF   | ブラジル                 | グスタヴォ                         |
| 3   | DF   | アラブ首長国連邦         | アルフサイン・サラ                 |
| 4   | DF   | アラブ首長国連邦         | サヒン・アブドゥルラーマン         |
| 5   | DF   | アラブ首長国連邦         | ビラール・ユースィフ・アブドッラー |
| 6   | DF   | アラブ首長国連邦         | マジェド・スロール                 |
| 7   | MF   | ブラジル                 | カイオ                             |
| 8   | MF   | アラブ首長国連邦         | モハメド・アブドゥルバシット       |
| 9   | FW   | スペイン                 | パコ・アルカセル                   |
| 10  | MF   | ボスニア・ヘルツェゴビナ | ミラレム・ピャニッチ               |
| 11  | FW   | アラブ首長国連邦         | サイフ・ラシッド                   |
| 12  | GK   | アラブ首長国連邦         | フムード＝モハメド・ムバラク       |
| 13  | DF   | アラブ首長国連邦         | サリーム・スータン                 |
| 14  | FW   | アラブ首長国連邦         | ハリド・バワジル                   |
| 15  | DF   | アラブ首長国連邦         | アブデラジズ・サリーム＝アリ       |
| 16  | FW   | ブラジル                 | カイオ・ロサ                       |
| 18  | DF   | アラブ首長国連邦         | アブドゥラ＝ハーニム・ジュマ       |

| No. | Pos. |                  | 選手名                             |
| --- | ---- | ---------------- | ---------------------------------- |
| 19  | DF   | アラブ首長国連邦 | カレド・エブラハイム               |
| 22  | DF   | ブラジル         | マルクス・メローニ                 |
| 23  | FW   | アラブ首長国連邦 | サリム・サラ                       |
| 24  | MF   | アラブ首長国連邦 | マジェド・ラシド                   |
| 26  | GK   | アラブ首長国連邦 | モハメド・ビン＝ハビブ             |
| 27  | MF   | ブラジル         | ルアン・ペレイラ                   |
| 30  | FW   | ギニア           | ウスマン・カマラ                   |
| 32  | MF   | アラブ首長国連邦 | アブダラ・アル＝ハマディ           |
| 33  | DF   | アラブ首長国連邦 | ハマド・ハファド                   |
| 40  | GK   | アラブ首長国連邦 | アデル・アル＝ホサニ               |
| 44  | DF   | ギリシャ         | コスタス・マノラス                 |
| 49  | GK   | アラブ首長国連邦 | メイド・ムフシン                   |
| 78  | DF   | アラブ首長国連邦 | カリル＝カミス・セーラム           |
| 79  | MF   | アラブ首長国連邦 | アブドゥルラーマン＝ジュマ・ラビー |
| 88  | MF   | アラブ首長国連邦 | アハメド・スロール                 |
| 92  | FW   | アラブ首長国連邦 | アブドゥルラーマン・ムラド         |
| 99  | FW   | ブラジル         | フィリッペ                         |

## 歴代所属選手
- ジャヴァード・ネクーナーム 2006
- マスウード・ショジャーイー 2006-2008
- ジョアン・トマス 2010
- フェリペ・ガブリエル 2013-2015
- ゼ・カルロス 2013
- 金正友 2013-2014